# Manaoag
Manaoag är en ort i Filippinerna och ligger i provinsen Pangasinan, Ilocosregionen. 54 743 invånare (folkräkning 1 maj 2000).
Manaoag räknas officiellt inte som stad utan är en kommun. Kommunen är indelad i 26 smådistrikt, barangayer, varav samtliga är klassificerade som tätortsdistrikt.